# Gerbosniac
Gerbosniac, Erbosgnac o Arbosgnak (in croato: Hrbošnjak) è un isolotto disabitato della Croazia situato nel mare Adriatico, vicino alla costa dalmata settentrionale, a sud-est di Morter. Appartiene all'arcipelago di Sebenico. Amministrativamente, assieme alle isolette circostanti, fa parte del comune Stretto, nella regione di Sebenico e Tenin.

## Geografia
L'isolotto è situato nella parte sud-orientale del canale di Morter (Murterski kanal), tra l'isola di Morter e la costa dalmata. Si trova a sud-est di val Gessera (uvala Jezera), chiamata anche porto Gesserà, e 1,2 km a nord di punta Rat (rt Rat), l'estremità meridionale di Morter. La sua distanza minima dall'isola è di 220 m ed è situato di fronte a una piccola insenatura (uvala Guščica) .
Gerbosniac, che ha una forma ovale, ha una superficie di 0,05 km², uno sviluppo costiero di 0,84 km e un'altezza di 20 m.

### Isole adiacenti
- Isolotto Scoglio[12] o Scoglich[6] (Školjić), di forma rotonda, con un diametro di circa 120 m[2] e un'area di 0,011 km²[7]; si trova 1,1 km[2] a nord-ovest, all'ingresso di val Gessera 43°47′02″N 15°39′11″E.
- Boronigo (Borovnik), 820 m[2] a nord.
- Bisaccia (Bisaga), 600 m[2] a est.
- Oliveto (Maslinjak), 1,25 km[2] a sud-est.

### Cartografia
- (HR) Mappa topografica della Croazia 1:25000, su preglednik.arkod.hr. URL consultato il 26 ottobre 2017.
- G. Giani, Carta prospettiva delle Comuni censuarie della Dalmazia, foglio 6, 1839. Fondo Miscellanea cartografica catastale, Archivio di Stato di Trieste.
- Carta di cabottaggio del mare Adriatico, foglio VII, Milano, Istituto geografico militare, 1822-1824. URL consultato il 26 ottobre 2017 (archiviato dall'url originale il 13 aprile 2013).